# 그린란드의 행정 구역

그린란드의 행정구역

그린란드의 행정 구역은 그린란드의 행정 운영으로 나눈 구획을 말한다. 2018년 1월 1일 마지막으로 개편하였다.  그린란드는 아반나타(Avannaata), 쿠야흘렉(Kujalleq), 케켁탈릭(Qeqertalik), 켁카타(Qeqqata), 셍메흐속(Sermersooq) 등 5개의 자치체로 나뉜다. 사람이 살지 않는 북동 그린란드 국립공원은 자치체에 포함하지 않는다. 카수이추프 자치체 내부 장소인 나토 전략기지 툴레(Thule) 공군 기지는 그린란드 영토이나 나토에 빌려준 지역으로 자치체에 속하지 않는다.

## 역사
그린란드는 덴마크가 통치하고자 고다븐에 수도를 둔 북그린란드와 고드타브 (지금의 누크)에 수도를 둔 남그린란드의 두 식민지로 분할하였다. 이들은 감독관이 다스리다가 1924년부터 총독을 두었다. 1940년대에 두 식민지는 하나로 통합하였고 행정관할도 고드타브로 일원화하였다.
1953년 새로운 덴마크 헌법을 제정하며 그린란드에 덴마크국 속령 지위를 부여하였고, 그린란드 주민은 덴마크 시민권을 받았다.

### 행정구역과 국립공원
1951년 통계 집계와 관리를 목적으로 '란드스델레' (landsdele)라 부르는 세 개의 구역으로 나누었고, 서그린란드, 북그린란드, 동그린란드로 구분했다. 1974년 동그린란드 북쪽에 해당하는 북동 그린란드 국립공원을 설립했고, 1988년 북그린란드 동쪽 부분까지 포함하는 국립공원이 되었다.
1979년 자치법 발효로 북동서로 나눈 지역은 덴마크어로 부르던 지역명을 그린란드어로 바꾸어 키타, 투누, 아반나라는 이름이 되었다. 2008년 기준으로 키타에는 15개, 투누에는 2개, 아반나에는 1개의 지방자치체가 있다.

## 행정구역 일람
| 이름     | 그린란드어               | 중심도시   | 문장                            | [ 1 ] | 인구   | 면적 (km2) | 인구 밀도 (명/km2) |
| -------- | ------------------------ | ---------- | ------------------------------- | ----- | ------ | ---------- | ------------------ |
| 아반나타 | Avannaata Kommunia       | 일루리사트 | 파일:Avannaata-coat-of-arms.svg | GL-AV | 10,726 | 522,700    | 0.02               |
| 쿠야흘렉 | Kommune Kujalleq         | 카콕톡     |                                 | GL-KU | 6,439  | 32,000     | 0.2                |
| 케켁탈릭 | Kommune Qeqertalik       | 아시아트   |                                 | GL-QT | 6,340  | 33,000     | 0.11               |
| 켁카타   | Qeqqata Kommunia         | 시시미웃   |                                 | GL-QE | 9,378  | 115,500    | 0.08               |
| 셍메흐속 | Kommuneqarfik Sermersooq | 누크       |                                 | GL-SM | 23,123 | 531,900    | 0.04               |